# Gottfried I. (Joinville)
Gottfried I. von Joinville (fr. Geoffroy I.; † 1080) war Herr von Joinville und comes Ioviniaci (Graf von Joigny?).
Wie sein Vater, Stephan von Joinville, war Gottfried für seine Raubzüge gegen Kirchengüter in der Region Champagne bekannt und wie dieser, war er von der Exkommunikation durch Papst Leo IX. bedroht. Gegen Ende seines Lebens gab Gottfried jedoch große Teile der von ihm geraubten Güter den Eigentümern zurück.
Er war mit Blanche de Reynel (auch Blanche de Mosellane), Schwester des Arnoul, Kanonikus von Verdun, verheiratet und hatte mit ihr mindestens drei Söhne:
- Gottfried II. (der seinen Vater beerbte)
- Rainard († nach 1096)
- Hilduin (X 1055, in der Schlacht von Boulogne)
- Stephan